# Шоле — Земли Луары 2025
47-й выпуск  Шоле — Земли Луары — шоссейной однодневной велогонки по дорогам Франции. Гонка прошла 23 марта 2025 года в рамках Европейского тура UCI 2025 (категория 1.1) и Кубка Франции. Победу одержал словацкий велогонщик Лукаш Кубиш.

## Участники
В гонке приняло участие 20 команд: 5 команды категории UCI WorldTeam, 10 команд категории UCI ProTeams и 5 UCI Continental Teams.
| UCI WorldTeams (5)- Decathlon AG2R La Mondiale Team - Cofidis - Groupama-FDJ - Arkéa-B&B Hotels - Intermarché-Wanty UCI ProTeams (10)- Team TotalEnergies - Unibet Tietema Rockets - Team Novo Nordisk - Wagner Bazin WB - Burgos-Burpellet-BH - Equipo Kern Pharma - Caja Rural-Seguros RGA - Euskaltel-Euskadi - VF Group-Bardiani CSF-Faizanè - Team Polti VisitMalta UCI Continental Teams (5)- CIC U Nantes - Nice Métropole Côte d'Azur - Saint Michel-Preference Home-Auber 93 - Van Rysel-Roubaix - BHS-PL Beton Bornholm |
| |

## Маршрут
Маршрут преемника знаменитого GP Cholet-Pays de Loire, имел дистанцию в 205 километров. Старт и финиш находились в городе Мэн. Основной маршрут имел 149,8 километров, а заключительный круг длиной 8 километров будет повторялся шесть раз.
Маршрут начинается с подъема Кот-де-Бегодьер, который протянулся на 1 километр и имеет средний уклон 3,6 %. Затем следует Кот-де-Боку, который занимает 1600 метров и имеет средний уклон 3,2 %. За ним следуют Кот-де-Вьельмур (400 метров при 6,1 %) и Кот-де-ла-Сегиньер (800 метров при 5,1 %).
В центральной части гонки также есть много подъемов: Кот-де-Cerisier Noir — 900 метров со средним уклоном чуть более 4 %; Кот-де-ла-Шенезери (1100 метров при среднем уклоне 4,2 %); мягкий Кот-де-Рошепло (2,7 км, что составляет 1000 метров, которые с трудом превышают 2 %) и Кот-де-ла-Кудр, всего 400 метров при 4 %.
Заключительное кольцо предлагает несколько захватывающих подъемов, включая короткую, но сложную Montée du Rue Sourcouf, которая начинается с 200 взрывных метров и достигает уклона до 10 %. Последний реттлинео длиной около 400 метров находится на очень легком, но устойчивом подъеме.

## Ход гонки
В этот день погода была не самой лучшей, и гонщики выбрали для атаки точку, где также находился чех Войтех Кминек из команды BH Burgos. Было заметно, что Кубиш верит в команду Unibet, потому что его гонщиков часто видели в первых рядах пелотона.
За 40 миль до финиша началось ускорения. На влажных и узких трассах было много падений, и Кубиш оказался в одном из них, но ничего серьезного не произошло, и с помощью коллег он быстро вернулся в основной состав.
Вскоре после этого Кубиш и опытный Бенжамин Тома (Cofidis) возглавляют пелотон. Через пару километров к ним присоединился Никлас Ларсен (BHS — PL Beton Bolhorn), и они образовали великолепную тройку. Их отрыв колебался около 15 секунд, но для них это было слишком медленно, и вскоре цель начала казаться многообещающей.
Кубиш столкнулся с победителем этапа Джиро и превосходным спринтером, и ожидаемо было, что Тома попытается атаковать перед спринтом. За три километра до финиша стало ясно, что эта троица будет бороться за победу. Тома попытался удивить соперников, но Кубиш своей атакой прикрыл его. Начался спринт, в который Кубиш вошел с третьей позиции, но смог вырваться на первое место. Вторыми финишировали Тома и Ларсен, получивший третье место. Unibet подтвердил отличное четвертое место Андреаса Стокбро, который выиграл спринтерский пакет.

## Результаты
| \| Генеральная классификация \| Генеральная классификация \| Генеральная классификация \| Генеральная классификация \| Генеральная классификация \| \| Гонщик \| Гонщик \| Команда \| Время \| \| \| ------------------------- \| ------------------------- \| ----------------------------------- \| ------------------------- \| ------------------------- \| \| 1-й \| Лукаш Кубиш \| Unibet Tietema Rockets \| 4ч 39' 50 \| \| \| 2-й \| Бенжамен Тома \| Cofidis \| + 0 \| \| \| 3-й \| Никлас Ларсен \| BHS-PL Beton Bornholm \| + 3 \| \| \| 4-й \| Андреас Стокбро \| Unibet Tietema Rockets \| + 8 \| \| \| 5-й \| Филиппо Магли \| VF Group-Bardiani CSF-Faizanè \| + 8 \| \| \| 6-й \| Джованни Лонарди \| Team Polti VisitMalta \| + 8 \| \| \| 7-й \| Maël Guégan \| CIC U Nantes \| + 8 \| \| \| 8-й \| Сирил Барт \| Groupama-FDJ \| + 8 \| \| \| 9-й \| Ромайн Кардис \| St. Michel-Preference Home-Auber 93 \| + 8 \| \| \| 10-й \| Ксабьер Берасатеги \| Euskaltel-Euskadi \| + 8 \| \| |                    |                                     |           |
| |                    |                                     |           |
| |                    |                                     |           |
| Генеральная классификация |                    |                                     |           |
| Гонщик | Гонщик             | Команда                             | Время     |
| 1-й | Лукаш Кубиш        | Unibet Tietema Rockets              | 4ч 39' 50 |
| 2-й | Бенжамен Тома      | Cofidis                             | + 0       |
| 3-й | Никлас Ларсен      | BHS-PL Beton Bornholm               | + 3       |
| 4-й | Андреас Стокбро    | Unibet Tietema Rockets              | + 8       |
| 5-й | Филиппо Магли      | VF Group-Bardiani CSF-Faizanè       | + 8       |
| 6-й | Джованни Лонарди   | Team Polti VisitMalta               | + 8       |
| 7-й | Maël Guégan        | CIC U Nantes                        | + 8       |
| 8-й | Сирил Барт         | Groupama-FDJ                        | + 8       |
| 9-й | Ромайн Кардис      | St. Michel-Preference Home-Auber 93 | + 8       |
| 10-й | Ксабьер Берасатеги | Euskaltel-Euskadi                   | + 8       |